# Lima Challenger II 2024
Il Lima Challenger II 2024 è stato un torneo maschile di tennis professionistico. È stata la 27ª edizione del torneo, facente parte della categoria Challenger 75 nell'ambito dell'ATP Challenger Tour 2024, con un montepremi di 82 000 $. Si è giocato dal 4 al 10 novembre 2024 sui campi in terra rossa del Centro Promotor de Tenis de Miraflores di Lima, in Perù.

## Partecipanti

### Teste di serie
| Nazionalità | Giocatore             | Ranking* | Testa di serie |
| ----------- | --------------------- | -------- | -------------- |
| Argentina   | Francisco Comesaña    | 101      | 1              |
| Argentina   | Federico Coria        | 104      | 2              |
| Argentina   | Camilo Ugo Carabelli  | 106      | 3              |
| Colombia    | Daniel Elahi Galán    | 112      | 4              |
| Bolivia     | Hugo Dellien          | 122      | 5              |
| Argentina   | Marco Trungelliti     | 136      | 6              |
| Argentina   | Juan Manuel Cerúndolo | 142      | 7              |
| Cile        | Cristian Garín        | 147      | 8              |

* Ranking al 28 ottobre 2024.

### Altri partecipanti
I seguenti giocatori hanno ricevuto una wild card per il tabellone principale:
- Gonzalo Bueno
- Arklon Huertas del Pino
- Conner Huertas del Pino

I seguenti giocatori sono entrati in tabellone come alternate:
- Tristan Boyer
- Daniel Vallejo

I seguenti giocatori sono passati dalle qualificazioni:
- Juan Bautista Torres
- Gonzalo Villanueva
- Mathys Erhard
- Michiel de Krom
- Orlando Luz
- Franco Roncadelli

Il seguente giocatore è entrato in tabellone come lucky loser:
- Gastão Elias

## Punti e montepremi
| Torneo    | Torneo              | V     | F     | SF    | QF    | 2T    | 1T  | Q | Q2  | Q1  |
| Singolare | Punti               | 75    | 44    | 22    | 12    | 6     | 0   | 4 | 2   | 0   |
| Singolare | Premi in denaro ($) | 9 880 | 5 820 | 3 450 | 2 000 | 1 165 | 720 | – | 360 | 185 |
| Doppio    | Punti               | 75    | 44    | 22    | 12    | –     | 0   | – | –   | –   |
| Doppio    | Premi in denaro ($) | 4 250 | 2 450 | 1 480 | 880   | –     | 500 | – | –   | –   |

## Campioni

### Singolare
Vít Kopřiva ha sconfitto in finale  Elmer Møller con il punteggio di 6–3, 7–6(3).

### Doppio
Karol Drzewiecki /  Piotr Matuszewski hanno sconfitto in finale  Luís Britto /  Gustavo Heide con il punteggio di 7–5, 6–4.